# 헤닝 브뢰눔
헤닝 에밀 브뢰눔(덴마크어: Henning Emil Brøndum, 1916년 3월 10일 베스테르브로 ~ 1947년 5월 9일 코펜하겐)은 덴마크의 군인이자 페테르 그룹(Petergruppen)의 지도자이다.

## 생애
1938년에는 국가사회주의 덴마크 노동자당에 가입했다. 1940년부터 1942년까지 무장친위대 소속 덴마크인 부대인 제5SS기갑사단 비킹, 덴마크 자유군단에서 복무했다. 1943년 창설된 페테르 그룹(Petergruppen)에서 저항 조직 인사 암살, 건물 및 기차 파괴 활동을 전개했다.
1945년 5월 5일에는 덴마크 경찰로부터 38건의 살인, 3건의 살인 미수, 59건의 파괴 사건, 2건의 기차 폭파 사건, 8건의 강도 사건을 일으킨 혐의로 체포되었으며 1947년 5월 9일 코펜하겐에 위치한 보스만스스트레데(Bådsmandsstræde) 감옥에서 교수형에 처해졌다.

## 같이 보기
- 페테르 그룹
- 카이 헤닝 보틸센 닐센